# Мензбир, Михаил Александрович
Михаи́л Алекса́ндрович Ме́нзбир (23 октября [4 ноября] 1855, Тула, Российская империя — 10 октября 1935, Москва, СССР) — русский и советский зоолог и зоогеограф, основатель русской орнитологии, заслуженный профессор Московского университета и его ректор в 1917—1919 гг., член Академии наук СССР (академик с 1929, почётный член с 1926, член-корреспондент Санкт-Петербургской академии наук с 1896).

## Биография

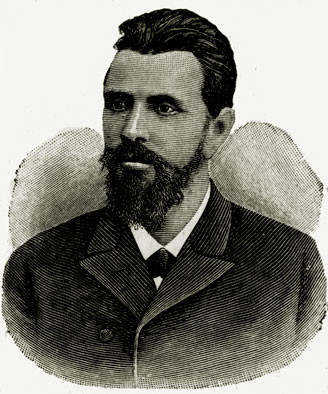
М. А. Мензбир

Родился 23 октября (4 ноября по н. с.) 1855 года в небогатой дворянской семье в Туле. Его отец был судебным следователем, мать — Ольга Юлиановна, умерла от туберкулёза когда Михаилу Мензбиру было 11 лет. Позже он жил на попечении деда, деньги от богатой мачехи (второй жены отца) брать отказался.
В 1874 году он экстерном окончил Тульскую гимназию. В этом же году поступил на естественное отделение физико-математического факультета Московского университета. Среди его университетских учителей — профессора Н. А. Северцов, Я. А. Борзенков, С. А. Усов и другие.
В 1878 году М. А. Мензбир окончил Московский университет с золотой медалью за сочинение о морфологии двукрылых и был оставлен при университете для подготовки к профессорскому званию.
В 1882 году защитил диссертацию на степень магистра зоологии на тему «Орнитологическая география Европейской России», которая стала классическим произведением в зоогеографии. После этого был отправлен Министерством просвещения в двухгодичную заграничную командировку, во время которой работал в зоологических музеях Граца, Вены, Лейдена, Брюсселя, Парижа и Лондона.
В 1884 году утверждён доцентом кафедры сравнительной анатомии Московского университета и начал чтение курсов для студентов.
В 1886 году защитил диссертацию на степень доктора зоологии на тему «Сравнительная остеология пингвинов».
В 1887 году был выбран экстраординарным, а в 1898 году — ординарным профессором по кафедре зоологии и сравнительной анатомии Московского университета.
Член-корреспондент (1896), почётный член (1926) и действительный член (1929) АН СССР, ученик и последователь Н. А. Северцова. Профессор Московского университета (с 1886). В 1906 году он был избран на должность помощника ректора университета (1906—1911 гг.).
В 1911 году покинул университет (вместе с ректором Мануйловым, В. И. Вернадским и проректором Минаковым) в знак протеста против вторжения полиции в стены университета при усмирении студенческих «беспорядков» и в знак протеста против нарушения автономии высшей школы реакционной политикой министра народного просвещения Л. А. Кассо.
С 1911 по 1917 год занимал должность профессора московских Высших женских курсов и Народного университета им. А. Л. Шанявского, который находился в ведении Московской городской думы и не имел в своей деятельности ограничений консервативного плана.
В 1917 году вернулся в Московский университет. Ректор университета (1917—1919).
В 1917 году создал лабораторию зоогеографии и сравнительной анатомии МГУ (заведовал в 1917—1930). Организатор лаборатории зоогеографии Академии наук (1930). Организатор и директор Института и музея сравнительной анатомии Московского университета (1901—1911). Помощник ректора (1902—1911).
С 1926 — почётный, с 1929 — действительный член АН СССР.
В 1915—1935 годы М. А. Мензбир был Президентом Московского общества испытателей природы, членом которого он был с 1880 года. Помимо МОИП М. А. Мензбир был членом многих российских и иностранных научных обществ: Зоологического общества Франции (1884), Американского орнитологического союза (1884), Лондонского зоологического общества, Британского орнитологического союза (1894), Германского орнитологического общества (1930) и других. Был также одним из членов-учредителей Русского палеонтологического общества (1916).
Мензбировское орнитологическое общество при РАН является реорганизованным Всесоюзным орнитологическим обществом, созданным 19 февраля 1983 года и названо в честь Мензбира.
C 1932 года тяжело болел. Скончался 10 октября 1935 года в Москве, похоронен на Введенском кладбище (10 уч.). На 2018 год могила находится в запущенном состоянии.

## Семья
- Дочь — Наталья Михайловна Мензбир. Арестована 20 апреля 1948 г. Приговорена к 10 годам ИТЛ. Реабилитирована 26 марта 1956 г.[6]

## Основные направления научной деятельности

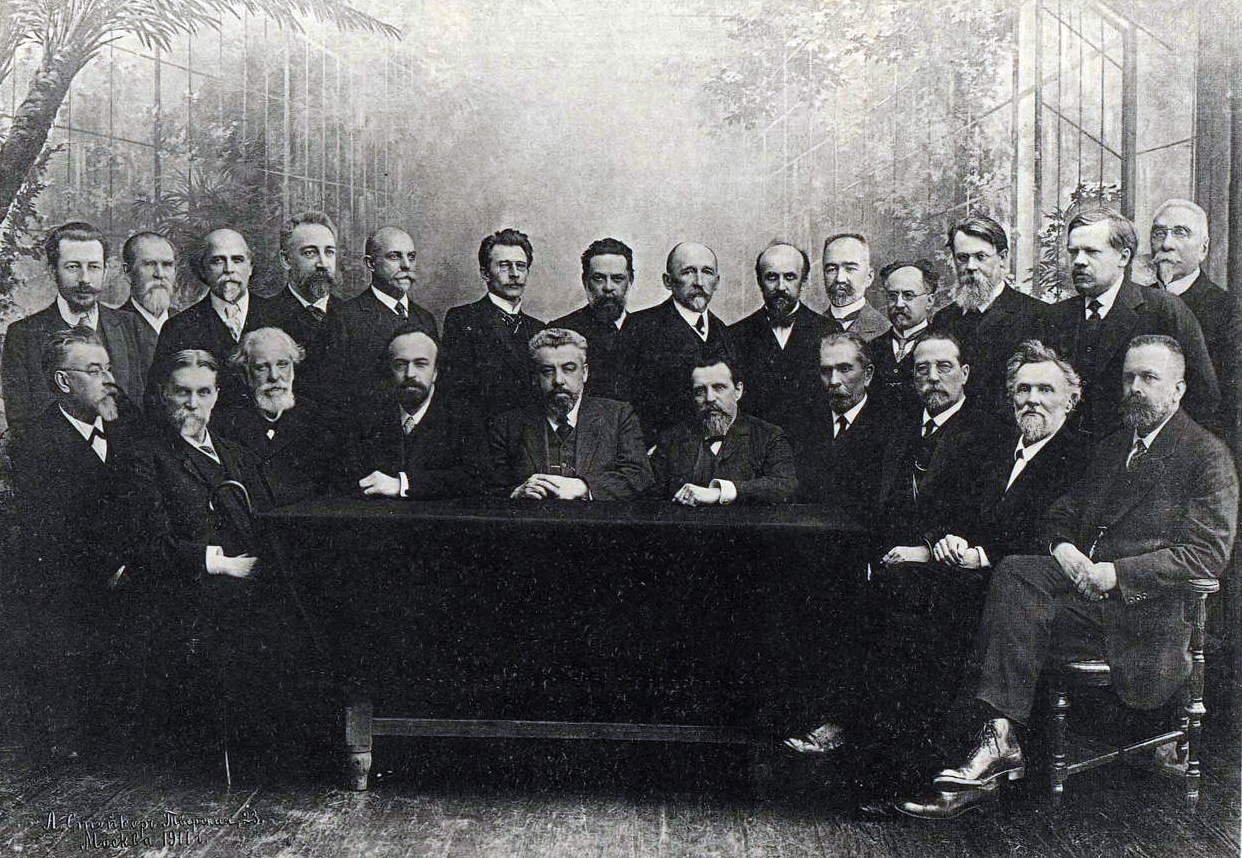
Профессора Московского университета, вышедшие в отставку в феврале 1911. Сидят: В. П. Сербский, К. А. Тимирязев, Н. А. Умов, П. А. Минаков, М. А. Мензбир, А. Б. Фохт, В. Д. Шервинский, В. К. Цераский, Е. Н. Трубецкой. Стоят: И. П. Алексинский, В. К. Рот, Н. Д. Зелинский, П. Н. Лебедев, А. А. Эйхенвальд, Г. Ф. Шершеневич, В. М. Хвостов, А. С. Алексеев, Ф. А. Рейн, Д. М. Петрушевский, Б. К. Млодзеевский, В. И. Вернадский, С. А. Чаплыгин, Н. В. Давыдов.

Был главой русской школы зоологов, среди его учеников выдающиеся учёные, в том числе Н. К. Кольцов (выдающийся русский биолог, автор идеи матричного синтеза), С. С. Четвериков (выдающийся русский биолог, генетик-эволюционист), А. Н. Северцов (основатель школы эволюционной морфологии, академик), С. А. Огнёв (один из основоположников териологии, профессор), П. П. Сушкин (орнитолог, зоогеограф, палеонтолог, академик), Д. П. Филатов (основатель одного из направлений русской эмбриологической школы), А. Ф. Котс (основатель Дарвиновского музея в Москве и популяризатор дарвинизма, выдающийся орнитолог), И. И. Пузанов (зоогеограф), Н. А. Бобринский, Д. Н. Кашкаров (исследователь пустынь Средней Азии). Кашкаров, открыв в горах на западе Тянь — Шаня новый вид животного из отряда грызунов, назвал его в знак уважения к своему выдающемуся учителю сурком Мензбира (Marmota menzbieri, Kashkarov).
Автор классических работ по орнитологии. Им собрана огромная коллекция птиц нашей страны, которая хранится в Зоологическом музее МГУ и написана первая полная сводка о птицах всего земного шара (первая книга о мировой фауне птиц на русском языке).
Разработал деление Палеарктики на 6 зоогеографических зон (тундра, тайга, островные леса, степи, побережья и острова, пустыни) и принимал выделение на нашей планете в качестве основных 6 зоогеографических областей: Австралийской, Неотропической, Эфиопской, Восточной, Неоарктической и Палеарктической. При этом Палеарктическая область была им разделена на Китайско-Гималайскую, Средиземноморско-Азиатскую и Европейско-Сибирскую подобласти.
В области теоретических вопросов общей биогеографии ввёл термин «онтогеография», а также не видел необходимости выделять отдельно фито- и зоогеографию.
Михаил Александрович Мензбир считается основателем большой школы русской сравнительной анатомии. В этой области выделяется его докторская диссертация «Сравнительная остеология пингвинов в приложении к основным подразделениям класса птиц» (1885), которая, по существу, является одной из первых работ по сравнительной анатомии позвоночных.
Мензбир был известен и как пропагандист идей Ч. Дарвина, посвятив проблемам эволюции и дарвинизма около 20 работ. Вместе с К. А. Тимирязевым М. А. Мензбир был активным борцом за дарвинизм в России. В 1925—1929 гг. под редакцией Михаила Александровича вышло четырёхтомное издание сочинений Ч. Дарвина на русском языке, в котором Мензбир был автором части переводов. Он также перевёл «Дарвинизм» А. Уоллеса (в двух изданиях, 1896 и 1911) и «Происхождение видов» Ч. Дарвина (1926).
М. А. Мензбир также занимался переводами руководств по сравнительной анатомии и зоологии Видерсгейма, Т. Гексли, Д. Кингсли, Дж. Паркера, Э. Перрье, А. Уоллеса, М. Ферворна, В. Гасвелля и других.

## Мензбир в зоологии
Именем Мензбира назван вид грызуна семейства беличьих — сурок Мензбира.

## Основные работы
- Мензбир М. А. Орнитологическая география Европейской России. Ч. 1. — М.: Унив. тип. (М. Катков), 1882. — 524 с. — (Уч. зап. Моск. ун-та. Отд. естеств.-истор.; вып. 2—3). Ч. 2 — М., 1889. — 244 с.
- Мензбир М. А. Дарвинизм в биологии и близких к ней науках, М., 1886
- Мензбир М. А. Птицы России, вып. 1—7. — М., 1893—1895.
- Мензбир М. А. Охотничьи и промысловые птицы Европейской России и Кавказа. Т. 1—2; Атлас из 140 хромолитографированных таблиц. — М., 1900—1902.
- Мензбир М. А. Птицы. — СПб.: Брокгауз-Ефрон, 1904—1909.
- Мензбир М. А. Зоогеографический атлас: 30 таблиц рисунков, иллюстрирующих животное население суши земного шара по зоологическим областям, с объяснительным текстом и картой зоологических областей. — М.: М. и С. Сабашниковы, 1912. — 16 с., 31 л. цвет. илл.
- Мензбир М. А. Объяснительный текст к Зоогеографическому атласу. — М.: М. и С. Сабашниковы, 1912. — 32 с.
- Мензбир М. А. Птицы (Aves). Falconiformes. Фауна России и сопредельных стран, преимущественно по коллекциям Зоологического Музея Императорской Академии Наук. Том 6. (С 5 таблицами и 17 рисунками в тексте). — Петроград: Тип. Имп. АН, 1916. — 344 c.
- Мензбир М. А. Великий ледниковый период Европы (Век мамонта и пещерного человека). Пг., 1923
- Первые 65 лет в истории теории подбора, 1926
- Мензбир М. А. За Дарвина (Сб. статей), М. — Л., 1927
- Мензбир М. А. Миграции птиц с зоогеографической точки зрения: научно-популярный очерк. — М.; Л.: Биомедгиз, 1934. — 109 с.
- Мензбир М. А. Очерк истории фауны Европейской части СССР: (от начала третичной эры). — М.; Л.: Биомедгиз, 1934. — 223 с.